# Dipogon fonfriai
Dipogon fonfriai is een vliesvleugelig insect uit de familie van de spinnendoders (Pompilidae). De wetenschappelijke naam van de soort is voor het eerst geldig gepubliceerd in 2004 door Wahis.